# Dungannon and South Tyrone
Dungannon and South Tyrone (irisch Dún Geanainn agus Tír Eoghain Theas) war einer der 26 nordirischen Districts, die von 1973 bis 2015 bestanden, und umfasste einen großen Teil der traditionellen Grafschaft Tyrone sowie einen kleinen Teil der Grafschaft Armagh. Im Distrikt, der den Status eines Borough besaß, lagen neben dem Verwaltungssitz Dungannon unter anderem die Orte Coalisland, Augher, Clogher, Fivemiletown, Ballygawley, Caledon, Aughnacloy, Benburb, und Moy. Von 1973 bis 1999 hieß der District nur Dungannon. Zum 1. April 2015 ging er im neuen District Mid Ulster auf, wobei ein kleiner Teil Armagh, Banbridge and Craigavon zugeschlagen wurde.
In dem District lebten etwa 56.400 Einwohner; als katholisch bezeichneten sich gut 60 %, als protestantisch etwa 38 %.

## Dungannon and South Tyrone Council
Die Wahl zum Dungannon and South Tyrone Council am 11. Mai 2011 hatte folgendes Ergebnis:
| Partei | Partei                                    | Ergebnis 2011 | Ergebnis 2011 | Veränderung zu 2005 | Veränderung zu 2005 |
| Partei | Partei                                    | Sitze         | Stimmen       | Sitze               | Stimmen             |
| ------ | ----------------------------------------- | ------------- | ------------- | ------------------- | ------------------- |
|        | Sinn Féin                                 | 8             | 34,5 %        | −1                  | −5,2 %              |
|        | Democratic Unionist Party (DUP)           | 6             | 21,8 %        | 1                   | −2,5 %              |
|        | Ulster Unionist Party (UUP)               | 4             | 18,8 %        | 0                   | 1,2 %               |
|        | Social Democratic and Labour Party (SDLP) | 3             | 13,9 %        | −1                  | −0,8 %              |
|        | Traditional Unionist Voice                | 0             | 1,7 %         | 0                   | 1,7 %               |
|        | Alliance Party                            | 0             | 0,9 %         | 0                   | 0,9 %               |
|        | Unabhängige                               | 1             | 8,4 %         | 1                   | 4,7 %               |

## Verkehr
Der Motorway M1 von Belfast führt bis Dungannon und setzt sich in der Fernstraße A4 fort. Die Fernstraße A5 von Omagh nach Monaghan in der Republik Irland kreuzt die A4 bei Ballygawley. Eine Eisenbahnverbindung gibt es nicht.

## Tourismus
Coalisland hat ein Heimatmuseum (Cornmill Heritage Centre) und bei Carnteel erinnert ein Haus an die Vorfahren des US-amerikanischen Präsidenten Ulysses S. Grant. Östlich von Dungannon liegt der Peatlands Country Park, westlich der Parkanaur Forest Park.